# قطعنامه ۱۸۴۸ شورای امنیت
قطعنامه ۱۸۴۸ شورای امنیت سازمان ملل متحد که در تاریخ ۱۲ دسامبر ۲۰۰۸ تصویب شد، سندی بین‌المللی دربارهٔ بررسی وضعیت خاورمیانه است. این قطعنامه طی نشست ۶۰۳۹ام با ۱۵ رای موافق، ۰ مخالف و ۰ ممتنع تصویب شد.